# Purgstall an der Erlauf
Purgstall an der Erlauf là một đô thị thuộc huyện Scheibbs trong bang Niederösterreich, Áo.